# Love Singles
Albums de Yui Sakakibara
Joker
(2008) Yeeeeell!
(2009)
Compilations par Yui Sakakibara
Evergreen
(2009)
LOVE×singles est la 1re compilation de Yui Sakakibara, sorti sous le label LOVE×TRAX Office le 3 juillet 2009 au Japon. Elle n'arrive pas dans le classement de l'Oricon.

## Liste des titres
| 1.  | Jewelry days                                                     | 4:41 |
| 2.  | Love×2♪Song                                                      | 4:22 |
| 3.  | Kono Hanasaku Koro (此の花咲ク頃)                                | 4:33 |
| 4.  | Chiru Hana Sakura (ちるはなさくら)                               | 4:51 |
| 5.  | Eternal Destiny                                                  | 4:12 |
| 6.  | Love☆Emergency                                                   | 4:43 |
| 7.  | Imitation                                                        | 4:39 |
| 8.  | Feel                                                             | 5:31 |
| 9.  | Jewelry days (Instrumental)                                      | 4:40 |
| 10. | Love×2♪Song (Instrumental)                                       | 4:22 |
| 11. | Kono Hanasaku Koro (Instrumental) (此の花咲ク頃 (Instrumental))  | 4:33 |
| 12. | Chiru Hana Sakura (Instrumental) (ちるはなさくら (Instrumental)) | 4:51 |
| 13. | Eternal Destiny (Instrumental)                                   | 4:12 |
| 14. | Love☆Emergency (Instrumental)                                    | 4:43 |
| 15. | Imitation (Instrumental)                                         | 4:39 |
| 16. | Feel (Instrumental)                                              | 5:28 |